# Caroline De Bruijn
Caroline Henriette Leopoldine de Bruijn (Dordrecht, 31 juli 1962) is een Nederlands actrice. Ze heeft haar naamsbekendheid vooral te danken aan haar rol als Janine Elschot in de soap Goede tijden, slechte tijden.

## Levensloop
De Bruijn groeide op in Valkenswaard en Eindhoven. Al op jonge leeftijd kreeg zij ballet- en pianoles. Op haar zeventiende trok ze, met een gymnasiumdiploma op zak, naar Amsterdam. Ze voltooide daar een opleiding aan de Nationale Balletacademie en studeerde in de avonduren rechten aan de Universiteit van Amsterdam. In 1986 studeerde ze af in Nederlands Recht. Naast deze opleiding volgde ze al volop toneellessen en  zang- en acteercursussen aan de theateracademie in Amsterdam. Al gauw werd De Bruijn duidelijk dat haar toekomst in het acteren lag. Ze speelde mee in diverse toneelstukken en musicals voor onder andere Muztheater, Zuidelijk Toneel en het Noord Nederlands Toneelgezelschap.
Verder verscheen De Bruijn af en toe op televisie met verschillende gastrolletjes, onder andere in de komedie Ha, die Pa!. Sinds 1992 speelt zij de rol van Janine Elschot in de televisieserie Goede tijden, slechte tijden. Van 2002 tot 2003 speelde zij in dezelfde serie tegelijkertijd de rol van Sophia Eijsink. In 1995 en 1996 presenteerde ze een eigen programma Tijd voor vrije Tijd op het televisiestation Euro7. Op de set van Goede tijden, slechte tijden leerde De Bruijn haar partner Erik de Vogel kennen (die in 1996 als Ludo Sanders zijn entree in de serie maakte). Op 29 juli 2000 werd hun dochter geboren.
In opdracht van Memisa reisden De Bruijn en De Vogel naar Zuid-Afrika en Kameroen, om het aids-probleem aldaar onder de aandacht te brengen. Hun reisverslagen publiceerden zij in het tijdschrift Margriet. In 2000 presenteerde zij, wederom samen met haar partner De Vogel, op RTL 4 het reisprogramma Van hier tot Tokyo.
In 2006 speelde De Bruijn in het theaterstuk MAMA!.
De Bruijn is bestuurslid van de Stichting NORMA, die zich inzet voor de verdeling van thuiskopie-, leenrecht- en kabelgelden onder acteurs en musici. Op 30 oktober 2010 werd De Bruijn, in het bijzijn van haar partner De Vogel, uitgeroepen tot Stijlvolste TV-persoonlijkheid van 2010 vanwege haar acteerprestaties en inzet voor diverse goede doelen.
De Bruijn werd in 2013 presentatrice van het reisprogramma Romancing the Globe, samen met De Vogel. In mei 2016 ontving ze de CosmoQueen Award, een wisselbeker voor vrouwen die zich inzetten voor een betere samenleving. De Bruijn ontving deze beker voor haar inzet voor KidsRights. In het najaar van 2018 speelde De Bruijn de hoofdrol van Jeanette in de romantische komedie First Kiss.

## Filmografie
| Film             | Film                                    | Film                 | Film                                    |
| Jaar             | Productie                               | Rol                  | Opmerkingen                             |
| ---------------- | --------------------------------------- | -------------------- | --------------------------------------- |
| 1998             | Goede tijden, slechte tijden: De reünie | Janine Elschot       | Televisiefilm                           |
| 2006             | Don                                     | Moeder van Don       |                                         |
| 2010             | Het Geheim                              | Mylene Bussemaker    |                                         |
| 2012             | Alles is familie                        | Isa                  |                                         |
| 2014             | Kris Kras                               | Caroline             | Overdetop-versie van zichzelf           |
| 2015             | Sneeuwwitje en de zeven kleine mensen   | Charlotte Heemskerk  | Televisiefilm                           |
| 2018             | First Kiss                              | Jeanette             |                                         |
| Televisie        |                                         |                      |                                         |
| Jaar             | Productie                               | Rol                  | Opmerkingen                             |
| 1990             | 12 steden, 13 ongelukken                | Esther               | Afl. Arnhem                             |
| 1991             | Take Off                                | "Onbekend"           | Afl. Aflevering 1                       |
| 1992             | Ha, die Pa!                             | Louise               | Afl. De Ware                            |
| 1992             | Vreemde praktijken                      | Marischka            | Afl. Zigeunerbloed                      |
| 1992-heden       | Goede tijden, slechte tijden            | Janine Elschot       | Vaste rol                               |
| 2002-2003        | Goede tijden, slechte tijden            | Sophia Eijsink       | Gastrol                                 |
| 2013-heden       | Romancing the globe                     | Zichzelf             | Reisprogramma met partner Erik de Vogel |
| 2016             | Nieuwe Tijden                           | Janine Elschot       | Gastrol                                 |
| Nasynchronisatie |                                         |                      |                                         |
| Jaar             | Productie                               | Rol                  | Opmerkingen                             |
| 2002             | The Wild Thornberrys Movie              | Britt                | Stem                                    |
| 2005             | Chicken Little                          | Tina (Aliens moeder) | Stem                                    |
| 2011             | Hop                                     | Bonnie O'Hare        | Stem                                    |
| 2016             | Robinson Crusoe                         | May (Slechte kat)    | Stem                                    |